# Lock-Up (personaggio)
Lock-Up (tradotto in italiano anche come Sotto-Chiave o Chiavistello), il cui vero nome è Lyle Bolton, è un personaggio immaginario creato originariamente per la serie animata Batman da Paul Dini nel 1994 e, come successo per Harley Quinn, il personaggio è stato poi integrato nella continuity degli albi a fumetti della DC Comics.

## Biografia del personaggio
Lyle Bolton è un allievo dell'accademia di polizia troppo zelante e brutale, e per questo viene cacciato; dopo esser stato licenziato parecchie volte come guardia giurata, decide di essere lui stesso colui che cattura e rinchiude i criminali. Rapisce Charaxes, Due Facce, ed anche Alvin Draper, in realtà il terzo Robin Tim Drake sotto copertura; quando Nightwing lo rintraccia, Lock-Up cerca di far affogare tutti i criminali rinchiusi nella sua prigione, ma Batman interviene, salvandoli e catturandolo.
In seguito al terremoto che devasta Gotham, Lock-Up prende il controllo del Penitenziario di Blackgate, cosa che Batman tollera poiché necessità di un posto in cui i criminali catturati restino rinchiusi; quando la città viene ricostruita, l'Uomo Pipistrello affida a Nightwing il compito di rovesciarlo e far tornare Blackgate legale.
Successivamente Lock-Up venne arruolato da Amanda Waller per fare da sicurezza nel carcere dell'A.R.G.U.S., qui avrà una disputa con un detenuto arruolato dalla Waller, il forte e feroce Black Manta. Dopo essere stato facilmente sconfitto da Black Manta, Lock-Up decide di lasciare l'A.R.G.U.S. e scomparve

## Abilità
Bolton era un ex soldato addestrato nel corpo a corpo e nell'uso di armi fuoco.
Si è dimostrato avere una forza notevole ed essere abile nel combattimento col coltello.

## Altre versioni
Il personaggio creato per la serie animata (apparso nell'episodio L'inflessibile Bolton, doppiato nella versione originale da Bruce Weitz) ricopriva il ruolo di capo della sicurezza dell'Arkham Asylum, e tormentava e torturava i detenuti, arrivando a rapire il commissario Gordon ed il sindaco Hill poiché, secondo lui, responsabili dell'ascesa del crimine in città; quando Batman e Robin (Dick Grayson) intervengono, Lock-Up stesso finisce rinchiuso ad Arkham.